# Jalta, Jalta
Jalta, Jalta je poznati hrvatski mjuzikl iz 1971. godine. Libreto za mjuzikl je napisao Milan Grgić, a redatelj je Vlado Štefančić. Autor glazbe je poznati hrvatski skladatelj Alfi Kabiljo. Praizvedba je održana 28. prosinca 1971. godine u Zagrebu. Glavna pjevačica izvedbe bila je Sanda Langerholz.

## Radnja
Radnja mjuzikla Jalta, Jalta odvija se za vrijeme konferencije u Jalti, kada su tamo boravili Churchill, Staljin i Roosevelt. S njima su došli njihovi sobari: Rus Griša, Amerikanac Larry i Englez Stanley. Oni su smješteni u vilu Aramovski, o kojoj brine kućepaziteljica Nina Filipovna. Međutim, sobari nemaju povjerenja jedan u drugog. Počnu se dogovarati kako bi podijelili svijet, možda bi i uspjeli da na Antarktiku ne postoji jedno mjesto koje se zove zelena livada i o kojem njihovi šefovi ništa ne znaju. Kućepaziteljica Nina je podijelila granu za vješanje rublja na tri dijela da se sobari ne bi svađali. Stanley i Larry se pobune i sva trojica skoro budu izbačeni iz vile, kad se sazna da Griša potajno vješa rublje preko cijele grane. Nina ih pokušava izmiriti obećavajući da će biti nježna prema svoj trojici. Međutim, otkriva se da je bila nježna samo prema Stanleyju i Larryju. Tada dolazi do otvorenog obračuna među sobarima. U tom trenutku se aktivira bomba u vrtu vile.
Mjuzikl se završava kad politički lideri ponude da zelena livada ostane ničija. Zatim svi izvode pjesmu 'Neka cijeli ovaj svijet.

## Glazba
Glazbu za Jaltu, Jaltu je napisao Alfi Kabiljo, po čemu je i najpoznatiji. Mjuzikl se sastoji od sljedećih pjesama:
1. Uvertira
2. Mi smo agenti
3. Tri sobara
4. Zelena livada
5. Whisky, votka, gin
6. Mi radimo
7. Jalta, Jalta
8. Peri, peri
9. Nek se zrači
10. Čunčurluk
11. Povuci, potegni
12. Što će biti sutra
13. Govori, Nina
14. Na Antarktik
15. Neka cijeli ovaj svijet

## Vanjske poveznice
- Jalta,Jalta (1971)
- Novo proljeće stare dame